# SmartLynx
SmartLynx Airlines – łotewska czarterowa linia lotnicza założona w 1992, przewozy rozpoczęła we wrześniu 2008. Jej główną bazą jest port lotniczy Ryga. Należy do irlandzkiej Avia Solutions Group.
Linia obsługuje połączenia czarterowe i cargo pomiędzy Łotwą i Estonią oraz popularne kierunki urlopowe w Europie.

## Flota
Według stanu na maj 2025 flota SmartLynx składała się z 48 samolotów, w tym 8 przeznaczonych do transportu cargo, o średnim wieku 16,4 lat:

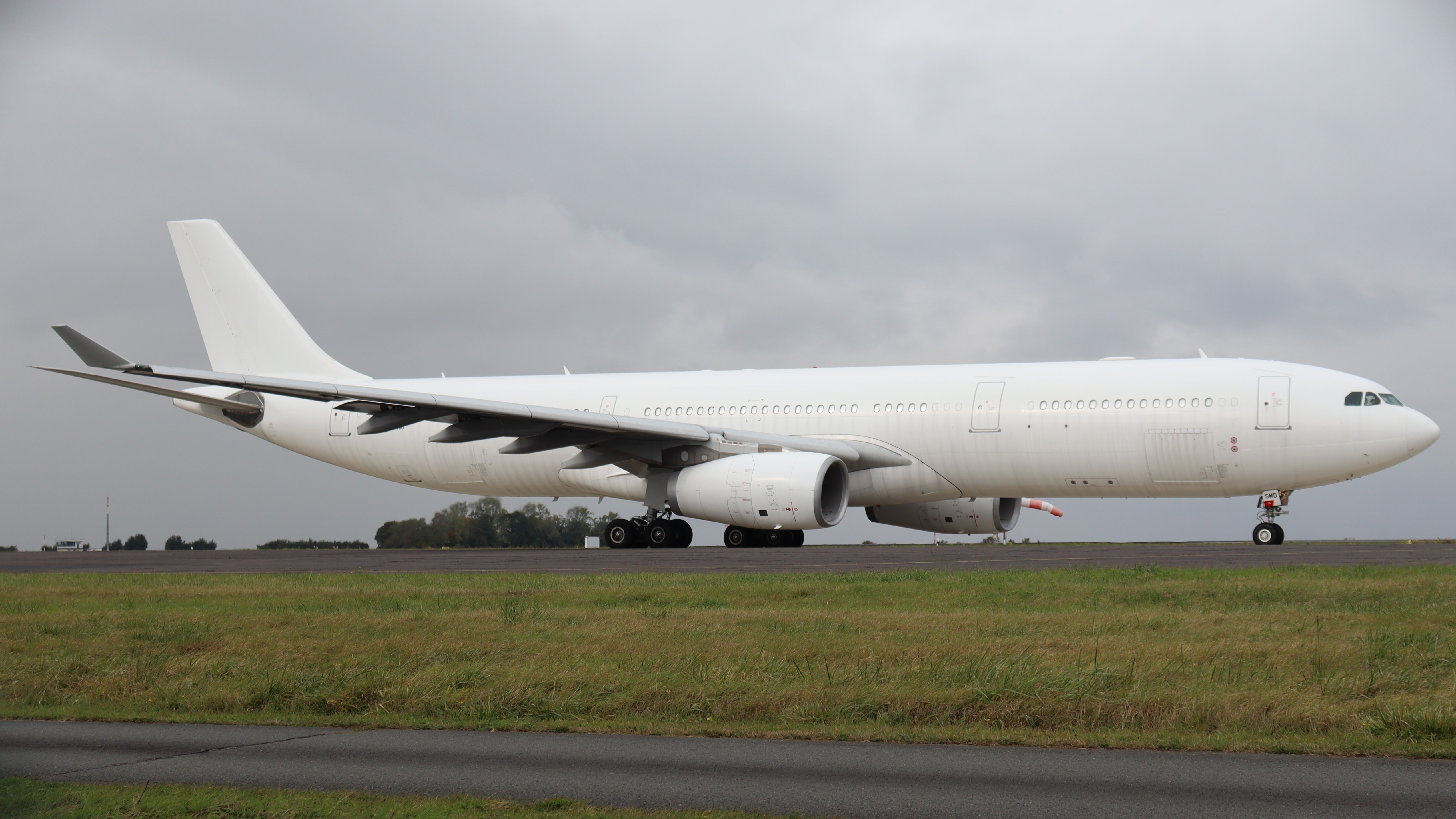
Airbus A330-200 Smartlynx

| Samolot          | Samolot | Samolot   | Liczba miejsc | Liczba miejsc | Uwagi              |
| Model            | Aktywne | Zamówione | E             | Łącznie       | Uwagi              |
| ---------------- | ------- | --------- | ------------- | ------------- | ------------------ |
| Airbus A320-200  | 27      | -         | 180           | 180           |                    |
| Airbus A321-200  | 5       | -         | 220           | 220           |                    |
| Airbus A321-200  | 8       | 2         | -             | -             | Konfiguracja cargo |
| Airbus A330-300  | 1       | -         | 436           | 436           |                    |
| Boeing 737 MAX 8 | 7       | -         | 189           | 189           |                    |
| Łącznie          | 48      | 2         |               |               |                    |